# タイハル岩
座標: 北緯47度36分 東経101度17分 / 北緯47.600度 東経101.283度

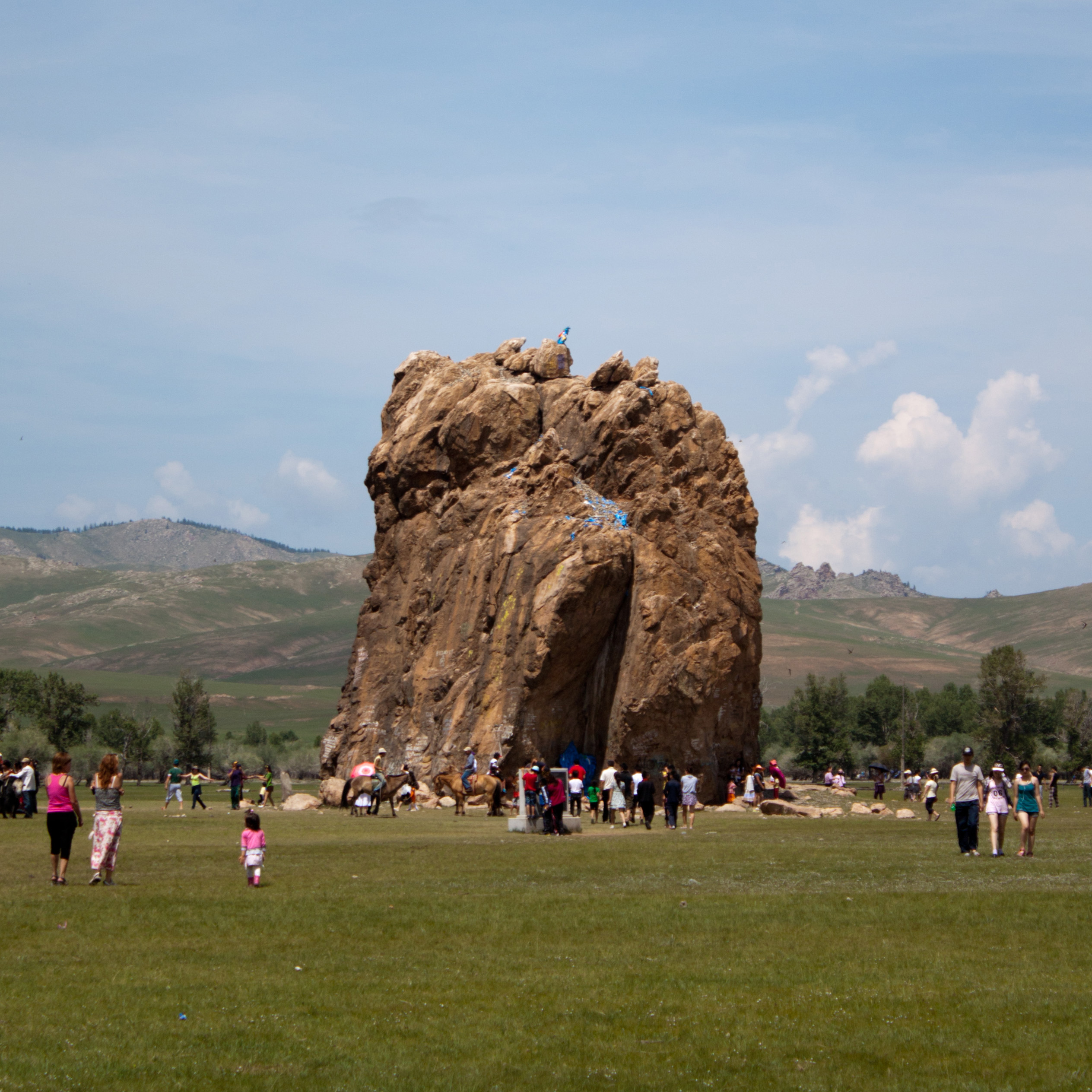
タイハル岩

タイハル岩（タイハルいわ、モンゴル語:Тайхар чулуу）はモンゴルアルハンガイ県ツェツェルレグ市のタミル川のほとりにある巨岩。高さは26ｍほど。現在は観光客によって落書きされているが、チベット仏教の祭礼が行われるオボーで、もともと仏教関係の言葉がチベット語で書かれていた。

## アクセス
ツェツェルレグ市市街地より北西に20㎞。車で約30分。